# Glypta longiungula
Glypta longiungula là một loài tò vò trong họ Ichneumonidae.